# The Iron Rider (film 1920)
The Iron Rider è un film muto del 1920 diretto da Scott R. Dunlap (come Scott Dunlap).

## Trama
Ad Angel City si sente nostalgia degli Iron Riders, un gruppo di cavalieri che, sotto la guida di John Lannigan, tempo prima aveva spazzato via l'illegalità e riportato l'ordine in città. Adesso Larry, il figlio di Lannigan, pensa di far rivivere gli Iron Riders. Dopo un'ennesima sparatoria, Larry indossa il nero mantello dei cavalieri, chiedendo che gli assassini vengano assicurati alla giustizia. Donovan, lo sceriffo corrotto della città che ha rapinato il saloon, approfittando del fatto che l'uomo che si è presentato come un Iron Rider è mascherato, lo accusa di essere lui il rapinatore. John Lannigan, convinto che quello sia il bandito, gli spara, ma Larry riesce a fuggire. Consapevole della disonestà di Donovan, Larry è riluttante a denunciare lo sceriffo perché è innamorato di sua figlia Mera. Dopo aver salvato la giovane dalle mani di Jim Mason, Larry dimostra la sua innocenza e ristabilisce l'ordine ad Angel City.

## Produzione
Il film fu prodotto dalla Fox Film Corporation.

## Distribuzione
Distribuito dalla Fox Film Corporation, il film uscì nelle sale cinematografiche USA il 21 novembre 1920. In Portogallo fu distribuito il 12 maggio 1922 con il titolo Cavalo Batalhador.